# Laurent Heyvaert
Laurent Heyvaert, né le 2 février 1984, est un homme politique belge, membre d'Ecolo.

## Biographie
Laurent Heyvaert nait le 2 février 1984.
Lors des élections régionales de 2019, Laurent Heyvaert est élu député au parlement au Parlement wallon.